# سوق الملح (صنعاء القديمة)

تعديل مصدري - تعديل

حارة سوق الملح هي إحدى حارات مدينة صنعاء القديمة، بلغ تعداد سكانها 219 نسمة حسب تعداد اليمن لعام 2004.